# Alfons Heuvelmans
Alfons Heuvelmans (Eindhout, 25 oktober 1933 - Geel, 24 september 2020) was een Belgisch wielrenner.

## Carrière
Heuvelmans was de oudste van drie broers die allen in het wielrennen actief waren. Hij won een wedstrijd bij de amateurs in Halle-Booienhoven in 1955. Zijn broers René Heuvelmans en Leopold Heuvelmans waren beide succesvoller. Zijn neef Luc Heuvelmans was ook een wielrenner.

## Overwinningen
1955
Halle-Booienhoven (amateurs)